# Sauvagesia sprengelii
Sauvagesia sprengelii là một loài thực vật có hoa trong họ Ochnaceae. Loài này được A.St.-Hil. miêu tả khoa học đầu tiên năm 1824.